# Scheinpositiv
Als Scheinpositiv bezeichnet man in der Fotografie ein knapp oder unterbelichtetes Negativ, das aufgrund des Dunkelfeldprinzips vor einem dunklen Hintergrund als Positiv erscheint.
Scheinpositive werden in verschiedenen fotografischen Direktpositiv-Verfahren wie Ferrotypie (Tin[y]type), Ambrotypie (Melanotypie) und Pannotypie genutzt.